# Rüştü Erdelhun
Mustafa Rüştü Erdelhun (* 1894 in Edirne; † 9. November 1983 in Istanbul) war ein General der türkischen Streitkräfte (Türk Silahlı Kuvvetleri), der unter anderem zwischen 1958 und 1960 Chef des Generalstabes war. Nach dem Militärputsch vom 27. Mai 1960 wurde er während der Yassıada-Prozesse zum Tode verurteilt, später jedoch begnadigt.

## Leben

### Ausbildung zum Offizier und Aufstieg zum General
Erdelhun absolvierte nach dem Schulbesuch eine Ausbildung zum Offizier an der Heeresschule (Harp Okulu), die er 1914 als Fähnrich (Asteğmen) abschloss. Während des Ersten Weltkrieges diente er als Adjutant und danach als Chef einer Artillerie-Batterie. Nach Kriegsende fand er Verwendung bei der Militärkommission in Izmir, wo er am 2. April 1921 der nationalen Armee beitrat und an der Seite von Mustafa Kemal Pascha am türkischen Befreiungskrieg teilnahm. Für seine Verdienste wurde ihm unter anderem die Unabhängigkeitsmedaille (İstiklâl Madalyası) verliehen.
1923 begann er eine Ausbildung an der Heeresakademie (Harp Akademisi) und wurde nach deren Beendigung 1926 Generalstabsoffizier, ehe er im Anschluss bis 1945 als Militärattaché in Tokio, Rom und London tätig war.
Nach dem Ende des Zweiten Weltkrieges wurde Erdelhun 1945 zum Brigadegeneral (Tuğgeneral) befördert und war zunächst Befehlshaber der 15. Brigade und anschließend 1946 stellvertretender Stabschef für Ausbildung. 1947 erfolgte seine Beförderung zum Generalmajor (Tümgeneral) und Ernennung zum stellvertretenden Leiter der Abteilung für Ausbildung und Personal, ehe er danach erst Befehlshaber der 6. Division sowie danach Befehlshaber der 51. Division war. Zuletzt war er Mitglied der Prüfungskommission des Verteidigungsministeriums (Millî Savunma Bakanlığı).
1952 wurde Erdelhun zum Generalleutnant (Korgeneral) befördert und zum Vorsitzenden des Verbindungsausschusses zu den Selbstverteidigungsstreitkräften Japans ernannt. Nachdem er anschließend von 1953 bis 1954 Kommandierender General des 18. Korps war, wurde er am 14. September 1954 Nachfolger von Generalleutnant Zekâi Okan als stellvertretender Generalstabschef (Genelkurmay II. Başkanı) und verblieb auf diesem Posten bis zu seiner Ablösung durch Generalleutnant Salih Coşkun am 14. Juni 1956.
Während dieser Zeit wurde er 1956 auch zum General (Orgeneral) befördert und am 14. Juni 1956 als Nachfolger von General Necati Tacan zum Oberkommandierenden der 2. Armee ernannt. Im Anschluss wurde er am 1. August 1958 abermals Nachfolger von General Tacan und übernahm von diesem nunmehr das Amt des Oberkommandierenden des Heeres (Türk Kara Kuvvetleri), während General Muhittin Önür sein eigener Nachfolger als Oberkommandierender der 2. Armee wurde.

### Generalstabschef und der Putsch vom 27. Mai 1960
Zuletzt wurde General Erdelhun am 23. August 1958 Nachfolger von General Feyzi Mengüç als Chef des Generalstabes der Streitkräfte (Genelkurmay Başkanı). Neuer Oberkommandierender des Heeres wurde daraufhin General Cemal Gürsel. Nach dem Militärputsch vom 27. Mai 1960, der zum Sturz der Regierung von Ministerpräsident Adnan Menderes führte, wurde General Erdelhun als Chef des Generalstabes abgesetzt und durch General Ragıp Gümüşpala abgelöst.
Erdelhun wurde daraufhin verhaftet und im Rahmen der Yassıada-Prozesse zusammen mit zahlreichen weiteren Politikern und Offizieren angeklagt. Zusammen mit Celâl Bayar, Adnan Menderes, Hasan Polatkan, Fatin Rüştü Zorlu und zehn weiteren Angeklagten wurde er daraufhin wegen Änderung, Ersetzens und Abrogation der Türkischen Verfassung gemäß Artikel 146 I des damaligen türkischen Strafgesetzbuches zum Tode verurteilt. Allerdings konnten die Strafen nicht ohne die Bestätigung durch das Komitee der Nationalen Einheit vollzogen werden. Das Komitee bestätigte nur die Todesurteile gegen Menderes, Polatkan und Zorlu, welche am 16. und 17. September 1961 auf der Insel İmralı vollstreckt wurden. Die restlichen Todesstrafen wurden in lebenslange Freiheitsstrafen umgewandelt.
Nach vierjähriger Haftstrafe wurde er schließlich von General Cemal Gürsel, der nach dem Putsch Nachfolger von Celâl Bayar als Staatspräsident wurde, begnadigt.